# Happiness for Beginners
Happiness for Beginners är en amerikansk romantisk dramakomedifilm från 2023, som hade premiär på strömningstjänsten Netflix den 27 juli 2023. Filmen är regisserad av Vicky Wight som även skrivit filmens manus tillsammans med Katherine Center, och baserad på en roman skriven av Center.

## Handling
Filmen kretsar kring 32-åriga Helen Carpenter (Ellie Kemper) som ett år efter sin skilsmässa låter sig övertalas av sin irriterande bror att anmäla sig till en överlevnadskurs. Väl där upptäcker hon att broderns än mer irriterande bästa vän också deltar på överlevnadskursen.

## Rollista (i urval)
- Ellie Kemper – Helen Carpenter
- Luke Grimes – Jake
- Nico Santos – Hugh
- Gus Birney – Kaylee
- Ben Cook – Beckett
- Alexander Koch
- Mary Neely
- Esteban Benito – Mason
- Shayvawn Webster
- Aaron Roman Weiner – Mike
- Julia Shiplett – Sue
- Aj Matthew – bröllopsgäst
- Jaylen Hobody